# 生瀬富士
生瀬富士（なませふじ）は、茨城県久慈郡大子町にある標高406mの山である。

## 登山
袋田の滝の北側にあるため、尾根道から滝を見ることができる。また、山頂は視界が開け、筑波山や那須連峰、日光の山々が見渡せるほか、大子町の街並みを望むことができる。山頂付近はロープと鎖の張られた短い岩場があるため、登山の際は注意が必要である。

## 参考画像

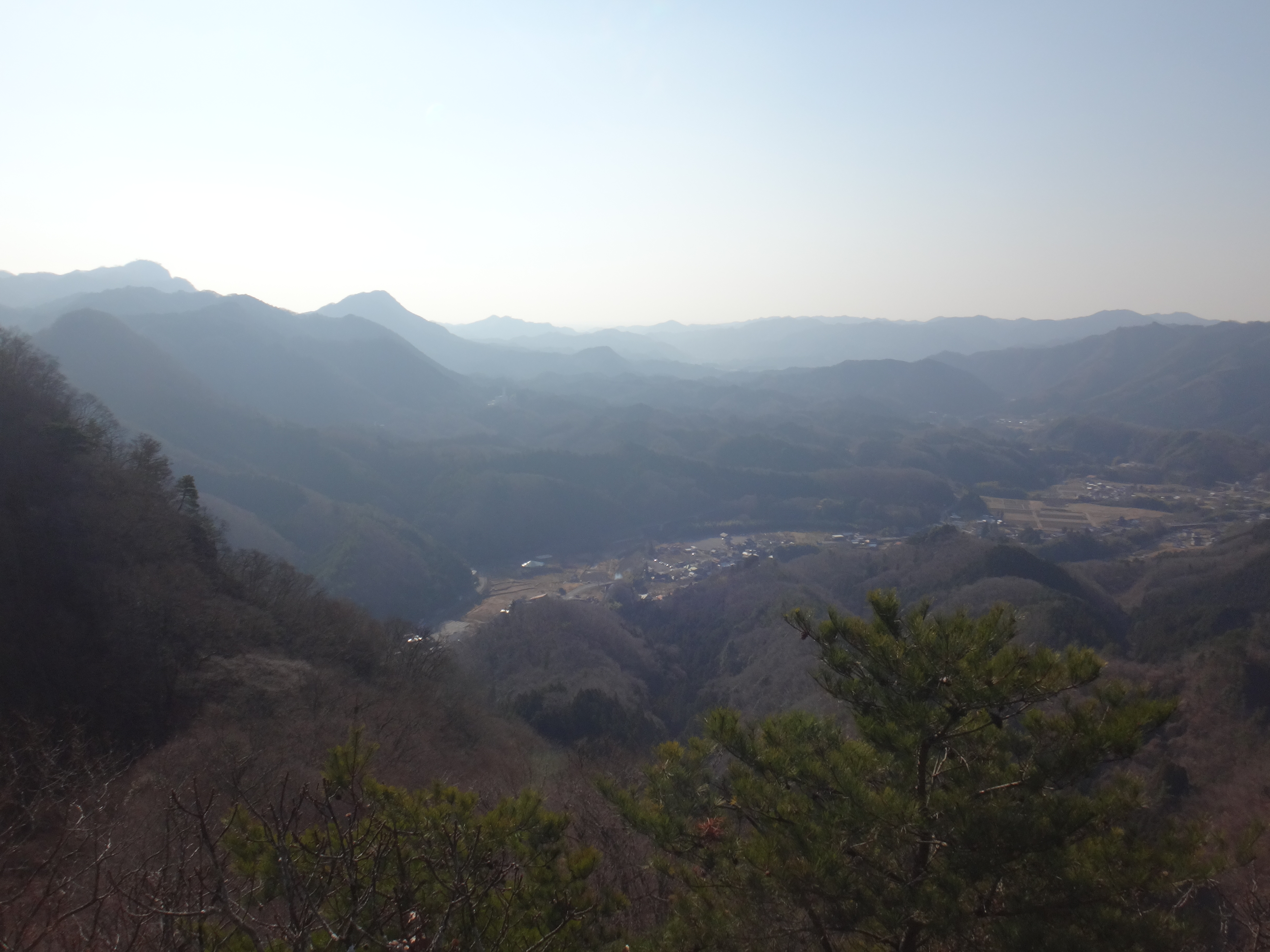
山頂から南面を望む
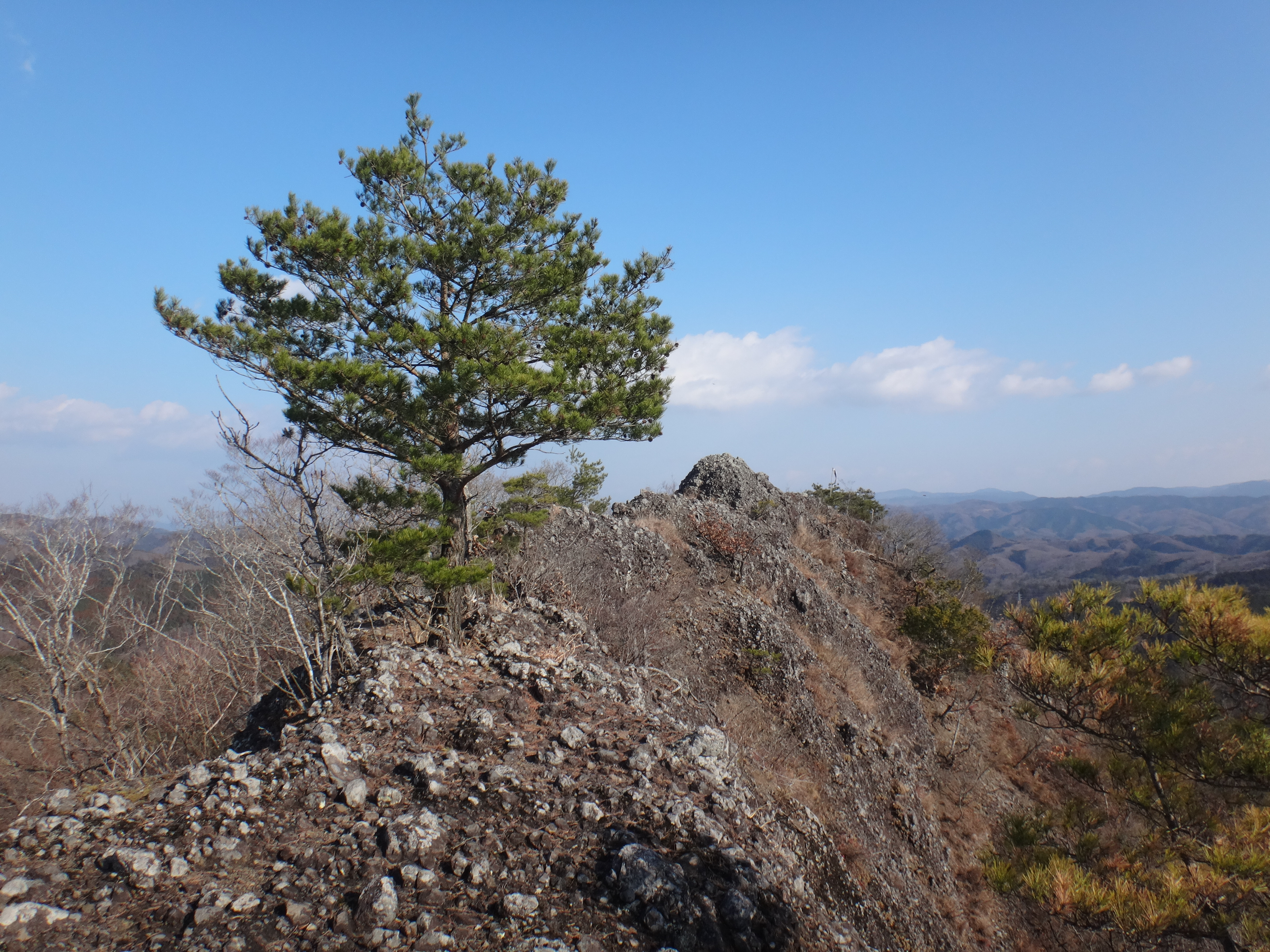
山頂から北側に伸びる岩稜
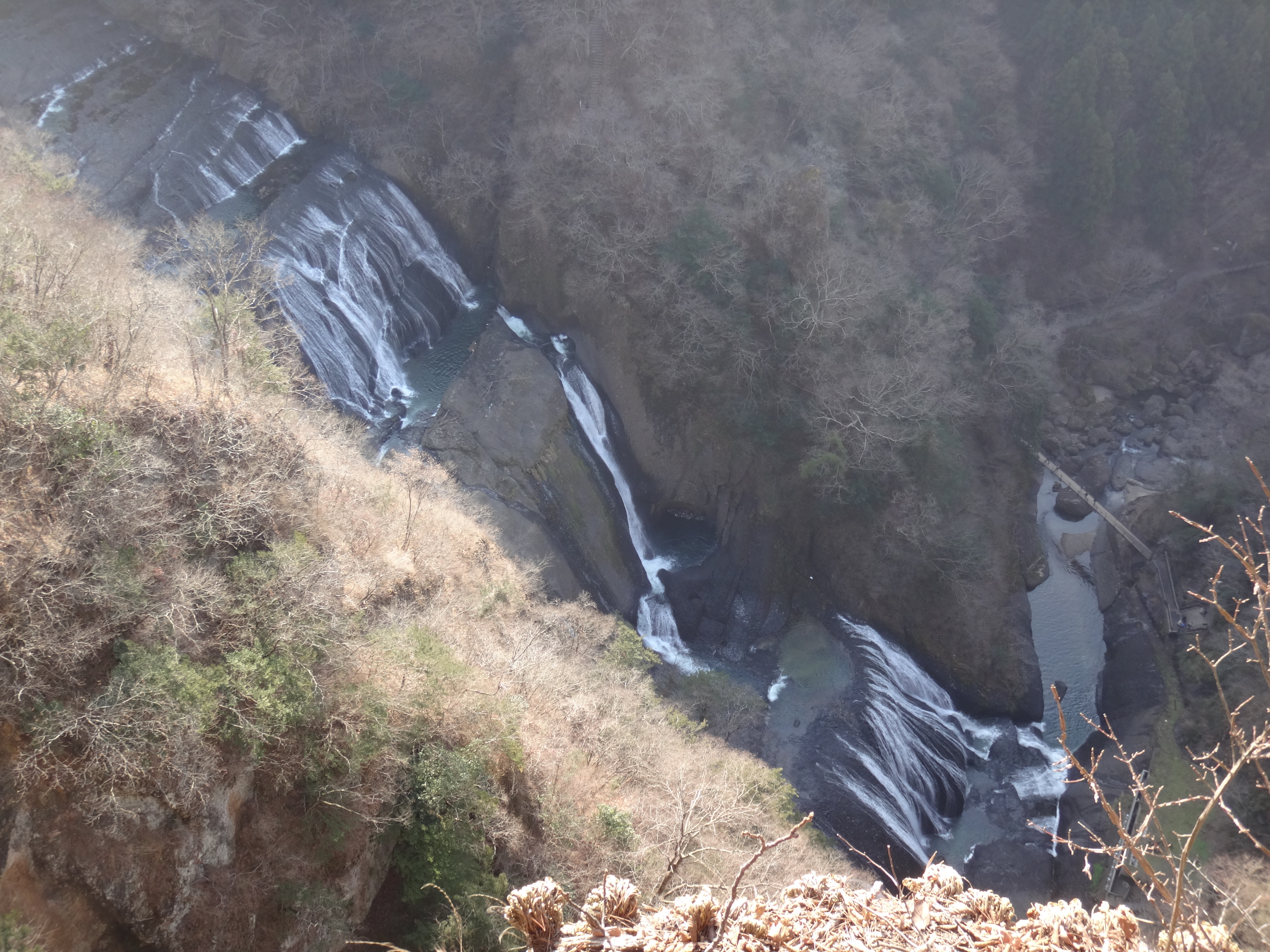
滝見展望台からの袋田の滝
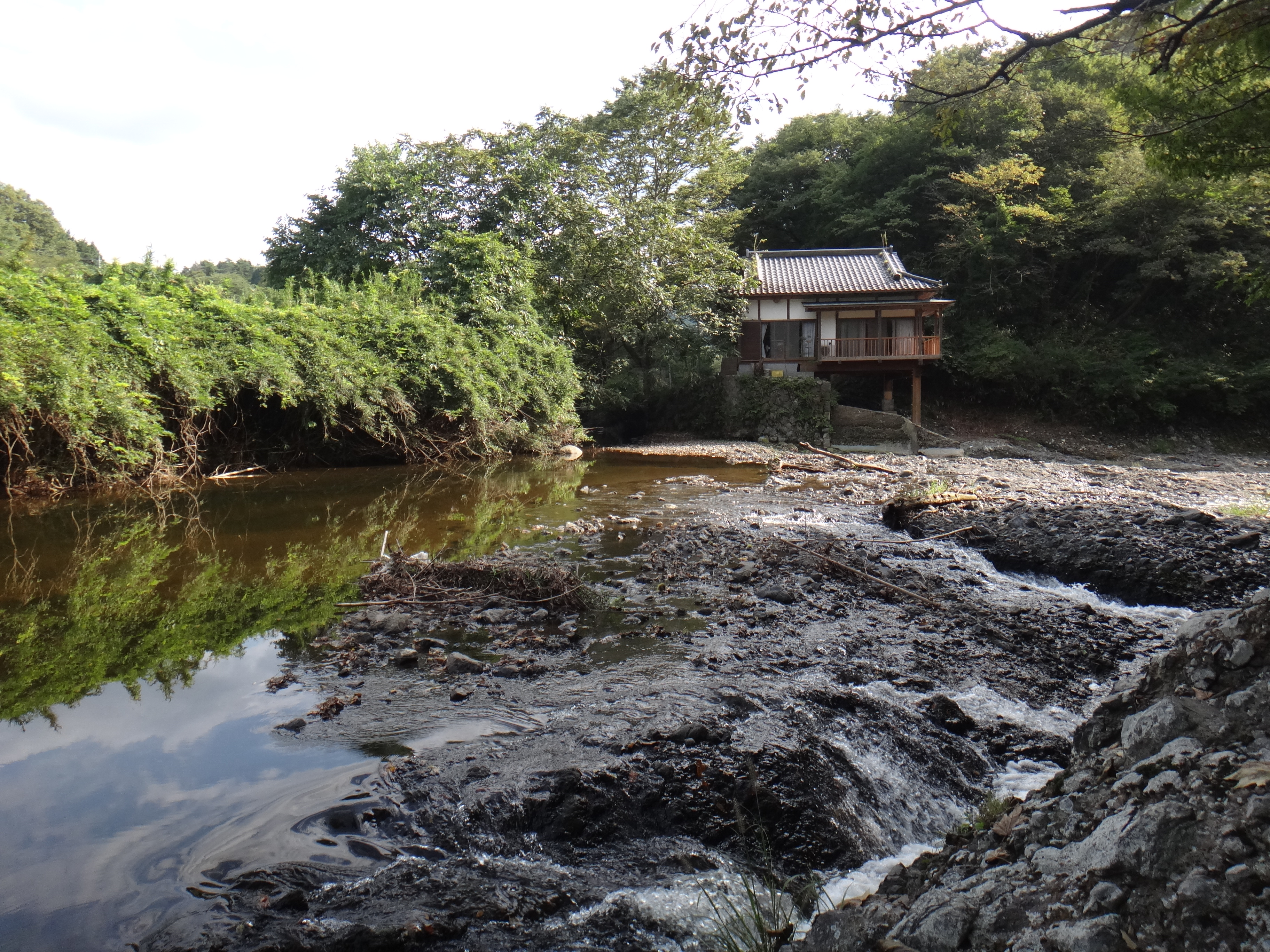
滝川の渡渉地点